# Салинас, Мария де
Мария де Салинас, леди Уиллоуби (исп. María de Salinas, англ. Maria de Salinas, Lady Willoughby; ок.1490 — 1539) — фрейлина английской королевы Екатерины Арагонской, мать Кэтрин Уиллоуби, герцогини Саффолк.

## Биография

### Происхождение
Сведения о предках Марии де Салинас носят отрывочный характер, некоторые источники упоминают о дальних родственных связях её семейства с семьёй Изабеллы Кастильской — через графский род де Фуа, но никаких достоверных подтверждений этому нет. Существует версия, что недостаток информации вероятно связан с тем фактом, что некоторые из предков де Салинас были евреями, некогда принявшими католическое вероисповедание. Родители Марии служили при дворе католических королей и, вполне возможно, стремились не подчёркивать свои нехристианские корни. Вероятно, Мария была дочерью Хуана де Салинаса и Инес Альбернос, и у неё был брат Альфонсо и сестра Инес. Согласно ещё одной версии, её родителями могли быть Мартин де Салинас и Хозефа Гонсалес де Салас.

### Жизнь в Англии
При дворе Изабеллы Кастильской Мария служила фрейлиной. Она была весьма хороша собой и на несколько лет моложе дочери Изабеллы, инфанты Каталины Арагонской, невесты английского наследного принца Артура, старшего сына короля Генриха VII и Елизаветы Йоркской. Летом 1501 года Каталина отбыла в Англию, где должна была состоятся её свадьба с принцем. Дата назначения Марии в свиту инфанты, а также время её прибытия в Англию, доподлинно неизвестны. Она могла приехать вместе с инфантой в 1501 году, однако исследователи склоняются к версии, что тогда в свите Каталины была другая девушка с похожим именем — Мария де Рохас, дочь графа де Салинаса, которая позже вернулась в Испанию, чтобы выйти замуж. Скорее всего, Мария де Салинас оказалась в Англии в период между 1502 и 1509 годами, вскоре став одной из преданнейших и ближайших подруг Каталины Арагонской.
Инфанта Каталина, ставшая в замужестве Екатериной, принцессой Уэльской, овдовела через несколько месяцев после свадьбы. Её муж скончался от потницы 2 апреля 1502 года. Пока длились переговоры о приданом, и решался вопрос о новом замужестве Екатерины с принцем Генрихом, Мария оставалась одной из немногих, кто продолжал верно служить ей. В то время положение вдовствующей принцессы было весьма неопределённым: переговоры затягивались из-за дипломатических проволочек и интриг с обеих сторон, а кроме того, не хватало денег на текущие расходы, росли долги, многие дворяне из её свиты вернулись в Испанию. Когда к Марии посватался один из внуков графа Дерби, и Екатерина обратилась с просьбой к родителям выделить достойное приданое для фрейлины, ей было отказано. Жених тем временем передумал, и помолвка расстроилась.
Когда же, наконец, в 1509 году Екатерина благополучно вышла замуж и стала королевой, Генрих VIII дозволил её испанским приближённым остаться и служить при дворе. Они быстро адаптировались к жизни в Англии, и некоторые из дам впоследствии стали жёнами английских дворян. Посланник Фердинанда Арагонского, дон Луис Карос, полагал, что эти англизировавшиеся испанцы пренебрегали своим верноподданническим долгом перед королём, и худшей из всех была Мария де Салинас, привязанность королевы к которой была «более, нежели к кому иному из смертных». По мнению Кароса Мария не только поддерживала связь с врагами Фердинанда (кастильскими изгнанниками при бургундском дворе его внука, принца Карла), но и оказывала на Екатерину дурное влияние, из-за чего та теперь ставила политические интересы Англии и своего супруга выше интересов Испании и собственного отца.

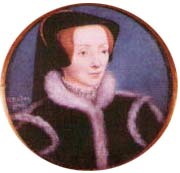
Дочь Марии, Кэтрин Уиллоуби. Миниатюра работы неизвестного художника, последователя Ганса Гольбейна-младшего, ок. 1551—1558 годов

В июне 1516 года Мария вышла замуж за английского дворянина Уильяма Уиллоуби, 11-го барона Уиллоуби де Эрзби. Королева обеспечила ей богатое приданое в 1100 марок. В качестве свадебного подарка от короля молодожёнам были пожалованы владения в Линкольншире и замок Гримсторп, конфискованные у барона Фрэнсиса Ловела, сторонника короля Ричарда III. Генрих благосклонно относился к семье Уиллоуби, и впоследствии его благоволение распростёрлось до того, что он назвал в честь фрейлины один из военных кораблей — Mary Willoughby.

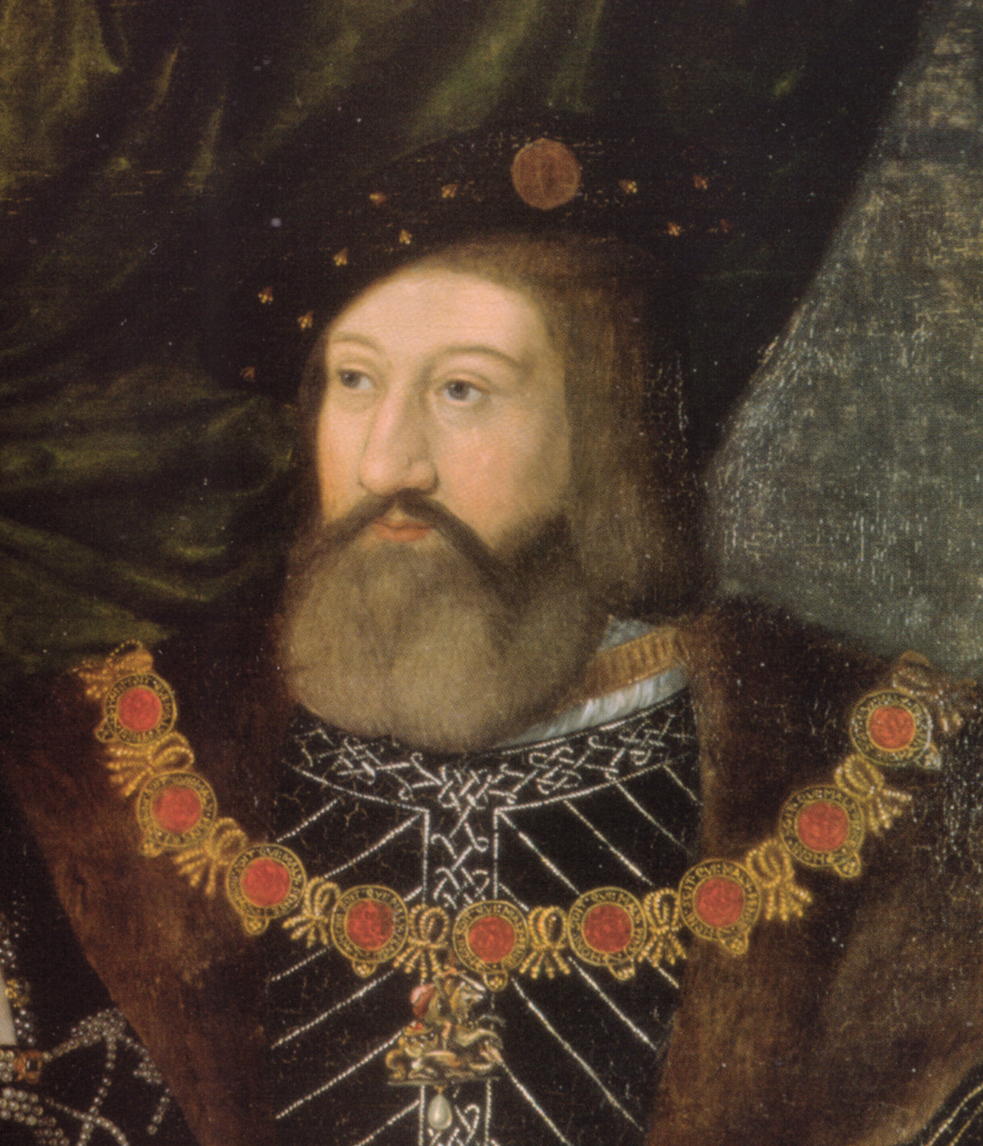
Зять Марии, Чарльз Брэндон, герцог Саффолк. Портрет, атрибутируемый Яну Госсарту, ок. 1516 года

Первое время после свадьбы Мария нечасто бывала при дворе. В 1517 году на свет появился её первенец — сын Генри, который скончался в раннем детстве, как позже и второй сын — Фрэнсис, родившийся примерно в 1520 году. В марте 1519 года Мария родила дочь, Кэтрин, через несколько лет унаследовавшую не только всё состояние своего отца, но и титул, который мог передаваться и по женской линии, став 12-й баронессой Уиллоуби де Эрзби по собственному праву.
В октябре 1526 года умер барон Уиллоуби, и Марии, от имени малолетней дочери, пришлось отстаивать права за контроль над многочисленными фамильными владениями против своего деверя, сэра Кристофера Уиллоуби. Первый брак барона с Мэри Хасси был бездетным, и ещё до свадьбы с Марией его наследником был назван сэр Кристофер как ближайший родственник мужского пола. Учитывая это обстоятельство, сэр Кристофер заявил о своих претензиях на наследство и занял поместье Эрзби в Спилсби, угрожая захватить и другие владения. Мария предусмотрительно вывезла ценное имущество из Парэм-Холла и обратилась за поддержкой к королеве Екатерине, но разрешить конфликт в свою пользу ей удалось при содействии герцога Саффолка, выкупившего опекунство над Кэтрин. С Саффолком Марию связывало давнее знакомство, в 1511 году она стала крёстной матерью его дочери Мэри. Спустя несколько лет, в 1533 году, герцог породнился с Марией, женившись на Кэтрин.

### Смерть Екатерины Арагонской
На протяжении всей своей жизни Мария оставалась верной подругой Екатерины Арагонской. В августе 1532 года, незадолго до того, как брак королевы с Генрихом был аннулирован, Марии было приказано оставить её службу в качестве фрейлины и прекратить всякое общение с вдовствующей принцессой Уэльской, как впоследствии стали называть Екатерину. Несмотря на запрет, Мария сохраняла связь с бывшей королевой посредством переписки, попутно сообщая ей новости и о её дочери, принцессе Марии, которой также было отказано в праве каким-либо образом общаться с матерью.
В сентябре 1534 года Екатерина заболела, и, узнав об этом, Мария тщетно добивалась от государственного секретаря Томаса Кромвеля разрешения навестить её, но всякий раз получала категорический отказ. В последующие месяцы она столь же безуспешно пыталась убедить короля позволить ей повидаться с королевой. Однако, когда в декабре 1535 года стало известно, что состояние Екатерины серьёзно ухудшилось, Мария решилась на дерзкий поступок. Вопреки воле короля, она в одиночестве совершила опасное путешествие до замка Кимболтон, где теперь жила Екатерина, прибыв туда вечером 1 января 1536 года. Поначалу управляющий Бедингфилд отказывался впустить её, поскольку она не могла предъявить письменного разрешения от короля. Мария, сославшись на то, что по дороге упала с лошади и потеряла нужный документ, всё же уговорила управляющего пропустить её к королеве. Она оставалась с умирающей Екатериной до последней минуты, и позже, вместе со своей дочерью Кэтрин, присутствовала в числе скорбящих на похоронах.
После смерти Екатерины Арагонской Мария жила в своём лондонском доме в Барбикане. Её дочь Кэтрин стала лучшей подругой Катарины Парр, шестой жены Генриха VIII. В 1546 году ходили слухи, что Генрих намеревался аннулировать брак с леди Парр и сделать герцогиню Саффолк, к тому времени вдову, своей седьмой женой.
Мария, леди Уиллоуби, скончалась в 1539 году. Не сохранилось никаких упоминаний о месте и времени её похорон. Существовала легенда, что она была погребена в Питерборо рядом с Екатериной Арагонской, но когда в 1884 году вскрыли гробницу королевы, находящуюся в соборе св. Петра, второго захоронения обнаружено не было.

## Потомки
От единственной дочери у Марии было четверо внуков:
- Генри Брэндон, 2-й герцог Саффолк (18 сентября 1535 — 14 июля 1551).
- Чарльз Брэндон, 3-й герцог Саффолк (1537 — 14 июля 1551).

Оба мальчика скончались во время эпидемии потницы в один день. Через несколько лет после их смерти Кэтрин снова вышла замуж, за Ричарда Берти, от которого у неё было двое детей:
- Сьюзан Берти (р. 1554) — в первом браке супруга Реджиналда Грея, 5-го графа Кента, во втором — сэра Джона Уингфилда.
- Перегрин Берти, 13-й барон Уиллоуби де Эрзби (12 октября 1555—1601) — был женат на леди Мэри де Вер, дочери Джона де Вера, 16-го графа Оксфорда, и леди Марджери Голдинг.